# Victor Sjöström
Victor Sjöström (Silbodal, 20 de setembro de 1879 — Estocolmo, 3 de janeiro de 1960) foi um ator e cineasta sueco.
Foi, juntamente com Mauritz Stiller, uma das grandes figuras do cinema mudo na Suécia.
Entre as suas obras marcantes estão as filmatizações da obra de Selma Lagerlöf - Ingmarssönerna (1919) e Körkarlen (1921).
No período de 1923-1930, trabalhou como realizador nos Estados Unidos da América, com o nome de Victor Seastrom.
É de Sjöström a primeira adaptação do livro The Scarlet Letter.
O seu último papel como ator foi como protagonista do filme Morangos Silvestres (1957), dirigido por Ingmar Bergman.